# Giannina Arangi-Lombardi
Giannina Arangi-Lombardi (ur. 20 czerwca 1891 w Marigliano, zm. 9 czerwca 1951 w Mediolanie) – włoska śpiewaczka operowa, sopran.

## Kariera
Wychowała się w Neapolu, gdzie uczyła się gry na fortepianie, a następnie śpiewu u Beniamino Carellego, który błędnie zakwalifikował ją jako mezzosopran. Zadebiutowała w 1921 r. rolą Loli w Rycerskości wieśniaczej, po czym przez trzy kolejne lata śpiewała role mezzosopranowe w różnych włoskich teatrach, stwarzając m.in. kreację Amneris w Aidzie oraz Brangien w Tristanie i Izoldzie. W 1923 r. podjęła jednak dodatkowe lekcje u Adeliny Stehle, w wyniku których powróciła na scenę jako sopran lirico spinto, grając Santuzzę w Rycerskości wieśniaczej. W 1926 r. dołączyła do zespołu La Scali, gdzie zyskała sławę rolami Aidy, Amelii w Balu maskowym, Giocondy oraz Donny Anny w Don Giovannim. Występowała na większości słynnych europejskich scen (z wyłączeniem Opéra Garnier i Covent Garden). Występowała także na scenach Australii oraz Ameryki Południowej i towarzyszyła Nellie Melbie na jej pożegnalnej trasie. Odeszła ze sceny w pełni artystycznych możliwości, żegnając się z publicznością rolą Eleny w Nieszporach sycylijskich. Zajęła się szkoleniem przyszłych śpiewaków w Mediolanie oraz Ankarze. Jej najsłynniejszą uczennicą była Leyla Gencer.
Arangi-Lombardi była niezwykle ceniona za oryginalną, ciemną barwę głosu oraz świetną technikę śpiewu. W swojej epoce, gdy faworyzowane były głosy porzucające bogactwo wokalnych środków wyrazu na rzecz surowości i realizmu, Arangi-Lombardi pozostała przy stylu bel canto.

## Dyskografia
- Arrigo Boito – Mefistofeles (Molajoli 1931/De Angelis, Favero, Melandri)
- Pietro Mascagni – Rycerskość wieśniacza (Molajoli 1930/Melandri, Lulli, Castagna, Mannarini)
- Amilcare Ponchielli – La Gioconda (Molajoli 1931/Stignani, Rota, Granda)
- Giuseppe Verdi – Aida (Molajoli/Lindi, Capuana, Borgioli, Pasero)

- Recital (Arias by Donizetti, Verdi, Ponchielli, Mascagni, Puccini)
- Duets (z Antonio Melandrim)
- Duets (z Francesco Merlim)
- La Scala Edition
- Les Introuvables du Chant Verdien